# Уиттингдейл, Джон
Джон Флэсби Лоуренс Уиттингдейл (англ. John Flasby Lawrance Whittingdale; род. 16 октября 1959, Шерборн, Дорсет, Англия) — британский политик, министр культуры, СМИ и спорта во втором кабинете Дэвида Кэмерона (2015—2016).

## Биография
Джон Уттингдейл окончил последовательно две независимые школы (род частных школ в Великобритании): школу Сэндройд (Sandroyd School) в сельской местности на границе графств Дорсет и Уилтшир, затем Винчестерский колледж. В 1982 году окончил Университетский колледж Лондона со степенью бакалавра наук по экономике.
В 1982—1984 годах Уиттингдейл возглавлял политическую секцию Исследовательского департамента Консервативной партии, в 1984—1987 годах являлся специальным советником министра торговли и промышленности, в 1987 году работал менеджером в компании NM Rothschild & Sons Ltd. В 1988—1990 годах состоял политическим секретарём премьер-министра Маргарет Тэтчер, а после её отставки являлся в 1990—1992 годах личным секретарём баронессы Тэтчер.
В 1992 году Консервативная партия выдвинула кандидатуру Джона Уиттингдейла в избирательном округе Южный Колчестер и Молдон (South Colchester and Maldon), и он был впервые был избран в Палату общин. С тех пор неизменно проходил в нижнюю палату парламента на всех выборах, но после изменения границ округ принял наименование Молдон и Восточный Келмсдорф (Maldon and Chelmsford East) к выборам 1997 года и Молдон — к выборам 6 мая 2010 года. Уиттингдейл являлся парламентским личным секретарём (PPS) Эрика Форта как младшего министра образования (1994—1995) и как младшего министра образования и занятости (1994—1996). Парламентский организатор оппозиции (Opposition Whip) в 1997—1998 годах, парламентский личный секретарь лидера оппозиции Уильяма Хейга в 1991—2001 годах, теневой министр торговли и промышленности в 2001—2002, теневой министр культуры, СМИ и спорта в 2002—2003 и в 2004—2005 годах, теневой министр сельского хозяйства, рыболовства и продовольствия в 2003—2004 годах. В 2005 году возглавил в Палате общин Комитет по делам культуры, СМИ и спорта.
Убеждённый сторонник идей Маргарет Тэтчер и евроскептик, состоял в консервативных группах «Нет развороту» (No Turning Back group) и «Консервативный путь вперёд» (Conservative Way Forward). В 1992 году стал одним из немногих консервативных парламентариев, которые не поддерживали политику кабинета Мэйджора по продвижению Маастрихтского договора. В 2013 году в нескольких чтениях голосовал в Палате общин против акта о легализации однополых браков (Marriage (Same Sex Couples) Act).
7 мая 2015 года на очередных парламентских выборах получил в избирательном округе Молдон 60,6 % голосов. Сильнейшая из соперников, кандидат Партии независимости Беверли Эйсвидо (Beverley Acevedo) — только 14,7 %.
11 мая 2015 года Дэвид Кэмерон сформировал по итогам выборов свой второй кабинет, в котором Джон Уиттингдейл получил портфель министра культуры, СМИ и спорта.
14 июля 2016 года был сформирован первый кабинет Терезы Мэй, в котором портфель министра культуры, СМИ и спорта достался Карен Брэдли, а Джон Уиттингдейл не получил никакой должности в правительстве.
В 2019 году подписал «Открытое письмо против политических репрессий в России».
14 февраля 2020 года назначен младшим министром Департамента цифровизации, культуры, средств массовой информации и спорта без права участия в заседаниях правительства Джонсона (освобождён от должности 16 сентября 2021 года в ходе серии кадровых перемещений).

## Семья
Джон Флэсби Лоуренс Уиттингдейл — сын Джона Уиттингдейла и Маргарет Эсме Скотт Напьер (Margaret Esmé Scott Napier). В 1990 году женился на Ансилле Кэмпбелл Мёрфитт (Ancilla Campbell Murfitt), 26 мая 1993 года у них родился сын Генри Джон Флэсби Уиттингдейл(Henry John Flasby Whittingdale), а 20 декабря 1995 года — дочь Элис Маргарет Кэмпбелл Уиттингдейл (Alice Margaret Campbell Whittingdale). Впоследствии Уиттингдейл развёлся со своей супругой. В 2014 году его единоутробный брат Чарльз Напьер подвергнут тюремному заключению за нападения сексуального характера на мальчиков.

## Упоминания в литературе
Премьер-министр Великобритании Маргарет Тэтчер в своих мемуарах несколько раз упоминает Джона Уиттингдейла. Например, в ходе предвыборной кампании 1983 года 23-летний Уиттингдейл был включён для проведения текущей исследовательской работы в команду ближайших сотрудников, сопровождавших Тэтчер в её поездках по стране. По словам Тэтчер, в ходе кампании 1987 года, направляясь в Честер для публичного выступления, она уже в поезде потребовала дополнить текст её выступления сведениями об увеличении количества собственников жилья в Великобритании, и её политический секретарь Стивен Шерборн вместе с Уиттингдейлом в срочном порядке внесли необходимые изменения, отлично справившись с поставленной задачей. Как вспоминала мемуаристка, в сентябре 1989 года после конференции Международного демократического союза в Токио она направлялась в Москву для рабочих переговоров с М. С. Горбачёвым по проблеме объединения Германии, и её самолёт VC-10 приземлился для дозаправки в Братске, где состоялась встреча Тэтчер с местным руководством. По её словам, атмосферу насторожённости разрядил Джон Уиттингдейл, который предложил офицеру КГБ по имени Олег фотографию, надписанную Тэтчер. После этого все присутствовавшие советские функционеры якобы также пожелали получить на память такие же сувениры.

## Награды и признание
- Офицер ордена Британской империи (21 декабря 1990)[21]
- Орден «За заслуги» ІІІ степени (Украина, 22 августа 2019) — за весомый личный вклад в укрепление международного авторитета Украины, развитие межгосударственного сотрудничества, плодотворную общественную деятельность[22]